# Francis Wong
Francis Wong is een Amerikaanse jazzmuzikant (saxofoon, klarinet, viool, percussie), -componist en muziekproducent.

## Biografie
Wong heeft Chinese roots en speelde in het jazz- en improvisatiecircuit van de Asian American Jazz Movement in de San Francisco Bay Area o.a. met Mark Izu, William Roper, Bobby Bradford, John Tchicai, James Newton, Joseph Jarman, Don Moye en Glenn Horiuchi. In 1987 richtte hij samen met Jon Jang het Aziatische label Improv Records op. Hij werkt ook met zijn eigen formaties, zoals Great Wall, de achtkoppige componistenworkshop AIRShop en het Trio Ming. In zijn spel combineert Wong jazz, traditionele Japanse en Chinese muziek. Zijn voorbeelden zijn John Coltrane, Sonny Rollins en David Murray. Op het gebied van jazz nam Wong tussen 1983 en 2009 deel aan 66 opnamesessies. Van 1992 tot 1998 was hij beursstudent van de California Arts Council, 2000/2001 van Meet the Composer. Wong gaf les aan de San Francisco State University (1996–98) en de University of California, Santa Cruz (1996–2001).

## Discografie
- 1993: Great Wall met Jon Jang, E.W. Wainwright, Mark Izu, Hafez Modirzadeh
- 1994: Ming met Glenn Horiuchi, Elliot Humberto Kavee
- 1994: Pilgrimage
- 1996: Duets 1 met Elliot Humberto Kavee
- 1998: Gathering of Ancestors met John-Carlos Perea, Elliot Humberto Kavee
- 2006: Jason Kao Hwang, Francis Wong, Tatsu Aoki, Wu Man: Graphic Evidence

- Gemeinsame Normdatei: 1319442188
- Library of Congress Control Number: no97024012
- MusicBrainz: e3a8db13-0192-4e8c-a5e4-591567827aeb
- Nationale Bibliotheek van Israël: 987007317454105171
- Virtual International Authority File: 43902066
- WorldCat: E39PCjJRrQpPrp4FGcHKBYcycX